# Aromobates
Aromobates é um género de anfíbios da família Aromobatidae. Está distribuído pela Venezuela e Colômbia.

## Espécies
- Aromobates alboguttatus (Boulenger, 1903)
- Aromobates cannatellai Barrio-Amorós and Santos, 2012
- Aromobates capurinensis (Péfaur, 1993)
- Aromobates duranti (Péfaur, 1985)
- Aromobates ericksonae Barrio-Amorós and Santos, 2012
- Aromobates haydeeae (Rivero, 1978)
- Aromobates leopardalis (Rivero, 1978)
- Aromobates mayorgai (Rivero, 1980)
- Aromobates meridensis (Dole and Durant, 1972)
- Aromobates molinarii (La Marca, 1985)
- Aromobates nocturnus Myers, Paolillo-O., and Daly, 1991
- Aromobates ornatissimus Barrio-Amorós, Rivero, and Santos, 2011
- Aromobates orostoma (Rivero, 1978)
- Aromobates saltuensis (Rivero, 1980)
- Aromobates serranus (Péfaur, 1985)
- Aromobates tokuko Rojas-Runjaic, Infante-Rivero, and Barrio-Amorós, 2011
- Aromobates walterarpi]] La Marca and Otero-López, 2012
- Aromobates zippeli]] Barrio-Amorós and Santos, 2012